# F-01L
ドコモ らくらくホン らくらくスマートフォン me F-01L（ドコモ らくらくホン らくらくスマートフォン ミー エフ ゼロイチ エル）は富士通コネクテッドテクノロジーズが開発したNTTドコモの第3.9世代移動通信システム（Xi）と第3世代移動通信システム（FOMA）のデュアルモード端末である。ドコモ らくらくホンの一つ。

## 概要
本端末は2018年2月に発売されたF-03Kの後継機種で、「らくらくスマートフォン me」の2代目機種となる。

## 特徴・機能
ディスプレイのサイズを4.7インチに大型化するとともに、見やすさの改善が行われ、LINEの文字サイズが購入時から通常サイズの1.17倍に拡大設定され、「はじめに設定」を行うことで最大1.35倍まで拡大可能となった。ダウンロードアプリも一部非対応のアプリを除き、設定不要で大きな文字で表示される。「おまかせズーム」は改良され、正面右側面にあるカメラキーを押し、見にくい場所をタッチするとタッチした箇所の文字サイズなどに応じて最適な拡大率に自動調整されるようになった。
内蔵アプリには「花ノート」が追加されており、撮影した花の写真を人工知能が自動解析し、花の名前や花に関連した情報を調べることが可能。約400種類の花々が認識可能となっている。背面には脈拍センサーが搭載され、血管年齢の測定も可能となった。
防水（IPX5/IPX8）・防塵（IP6X）性能を持つほか、国内メーカー製の家庭用泡タイプのハンドソープや国内メーカー製の家庭用液体タイプの食器用洗剤を用いての丸洗いが可能となった。アメリカ国防総省の納品用規格であるMIL規格に準じた耐久性能に関しても、F-03Kで対応の14項目に耐衝撃・雨滴・熱衝撃・氷結（-10℃結露・-10℃氷結）が追加対応され、防塵は6時間風速有りに加えて72時間、耐日射は連続に加えて湿度変化、高温動作は60℃固定に加えて32～49℃変化、高温保管は70℃固定に加えて30～60℃変化にも対応したことで23項目に強化された。
迷惑電話対策機能は強化され、電話帳未登録の番号にかけると音声認識エンジン「AmiVoice」（アドバンスト・メディア製）を利用し、会話の中から還付金詐欺に関する特定のキーワードを抽出して自動察知し、注意喚起と音声ガイダンスによるけん制を同時に行って詐欺の可能性がある振込リスクを抑制する還付金詐欺対策機能を新たに搭載。これらの機能が評価され、全国防犯協会連合会推奨の「優良迷惑電話防止機器（優良防犯電話）」の認定を受けている。
カメラ機能も強化され、自動で背景をぼかして撮影可能なポートレート機能や、カメラ自ら被写体を追いかけてなめらかにズームする「Live Auto Zoom（ライブオートズーム）」が搭載された。
「らくらくタッチパネル（"触れる"と"押す"の違いを区別し、押し間違いや押しにくいボタンを事前に察知して操作をサポートする独自のタッチパネル）」、「らくらく2タッチ入力（長押しで行ごとにポップアップ表示し、母音が「お」の文字でも2タッチで入力可能な機能）」は本機種でも引き続き搭載される。

## 内蔵アプリ
ドコモのアプリ（提携企業のアプリを含む）
ドコモメール、ドコモあんしんスキャン、My docomo、dフォト、はなして翻訳、データ保管BOX、おすすめアプリはダウンローダをプリインストール、それ以外のアプリは本体にプリインストール済み
- 電話
- ドコモ電話帳
- メモ
- スケジュール
- ドコモメール
- ドコモデータコピー
- 災害用キット
- 遠隔サポート
- ドコモあんしんスキャン
- dメニュー
- dマーケット
- dポイントクラブ
- My docomo
- my daiz
- dフォト
- はなして翻訳
- iDアプリ
- データ保管BOX
- おすすめアプリ
- dヘルスケア
- d払い
- +メッセージ

その他のアプリ
- ワンタッチダイヤル
- LINE
- 使いかたガイド
- ボイスレコーダー
- おサイフケータイ
- テレビ
- ゲーム
- 健康測定・歩数計
- インターネット
- カメラ・ビデオ
- アルバム
- らくらくコミュニティ
- 目覚まし
- 本体設定
- 花ノート
- 電卓
- お知らせタイマー
- らくらく写真転送
- 辞書
- QRコード読み取り
- 拡大鏡
- Document Viewer
- 楽しく健康ララしあ
- radiko+FM
- NHKラジオ
- 安心データ保存
- Google
- Chrome
- Gmail
- マップ
- YouTube
- ドライブ
- Play Music
- Playムービー&TV
- Duo
- フォト
- カレンダー
- 時計
- Playストア

## 歴史
- 2018年10月17日 - 2018-2019年冬春モデルの1機種として開発を発表[4]。
- 2019年
  - 2月12日 - 発売日を発表[5]。
  - 2月15日 - 発売。

## アップデート
最新のアップデートを適用すると、過去に行われた不具合改善・機能追加・セキュリティパッチ更新に関する全てのアップデートが適用される。
2019年2月28日のアップデート
- 品質改善が行われる
- セキュリティ更新が行われ、設定メニューのセキュリティパッチレベルが2019年2月となる
- ビルド番号がV15R058AからV16R059Cに変更される

2019年4月16日のアップデート
- 品質改善が行われる
- セキュリティ更新が行われ、設定メニューのセキュリティパッチレベルが2019年4月となる
- ビルド番号がV16R059CからV17R060Aに変更される

2019年5月29日のアップデート
- 品質改善が行われる
- ビルド番号がV17R060AからV18R061Bに変更される

2019年7月2日のアップデート
- 画面ロックの不具合（まれに解除できなくなる場合がある）が改善される
- セキュリティ更新が行われ、設定メニューのセキュリティパッチレベルが2019年6月となる
- ビルド番号がV18R061BからV19R062Bに変更される

2019年8月28日のアップデート
- 動画機能の不具合（まれに撮影が正常に行えない場合がある）が改善される
- セキュリティ更新が行われ、設定メニューのセキュリティパッチレベルが2019年8月となる
- d払いやdショッピングサービスの利便性が向上される
- らくらくホンセンターのショートカットダイヤル番号が変更される
- ビルド番号がV19R062BからV22R063Aに変更される

2019年10月29日のアップデート
- 品質改善が行われる
- セキュリティ更新が行われ、設定メニューのセキュリティパッチレベルが2019年10月となる
- ビルド番号がV22R063AからV24R065Aに変更される

2019年12月17日のアップデート
- セキュリティ更新が行われ、設定メニューのセキュリティパッチレベルが2019年12月となる
- ビルド番号がV24R065AからV25R066Aに変更される

2020年2月26日のアップデート
- 利便性向上のため、「dマーケット」・「My docomo」・「dポイント」・「マイマガジン」がフォルダにまとめられた
- ビルド番号がV25R066AからV29R067Bに変更される

2020年6月17日のアップデート
- 品質改善が行われる
- セキュリティ更新が行われ、設定メニューのセキュリティパッチレベルが2020年5月となる
- ビルド番号がV29R067BからV31R069Cに変更される

2020年7月27日のアップデート
- 緊急通報用電話番号（110番・118番・119番）に関する不具合（ごくまれに発信できない場合がある）が改善される
- セキュリティ更新が行われ、設定メニューのセキュリティパッチレベルが2020年7月となる
- ビルド番号がV31R069CからV32R070Aに変更される

2020年10月5日のアップデート
- 「使い方ガイド」に関する不具合（キーワード検索においてエラーが発生する場合がある）が改善される
- セキュリティ更新が行われ、設定メニューのセキュリティパッチレベルが2020年9月となる
- ビルド番号がV32R070AからV33R071Aに変更される

2020年12月10日のアップデート
- ワンタッチダイヤルに関する不具合（起動しない場合がある）が改善される
- ブラウザに関する不具合（「画面内を全て読み上げ」を実行しても読み上げが途中で止まる場合や、ごく薄く青くなる場合がある）が改善される
- セキュリティ更新が行われ、設定メニューのセキュリティパッチレベルが2020年11月となる
- ビルド番号がV33R071AからV34R072Bに変更される

2021年2月8日のアップデート
- キャッチホンに関する不具合（聞こえづらい場合がある）が改善される
- 電話帳に関する不具合（新規登録・修正を行うとエラー表示がされる場合がある）が改善される
- セキュリティ更新が行われ、設定メニューのセキュリティパッチレベルが2021年1月となる
- ビルド番号がV34R072BからV35R073Cに変更される

2021年6月29日のアップデート
- 画面メモに関する不具合（正しく表示されない場合がある）が改善される
- セキュリティ更新が行われ、設定メニューのセキュリティパッチレベルが2021年5月となる
- ビルド番号がV35R073CからV36R074Fに変更される

2021年7月8日のアップデート
- トップ画面の当月のカレンダー、スケジュール/メモ、目覚ましにおける祝日情報が改善される
- ビルド番号がV36R074FからV37R075Aに変更される